# Ingénieurs et techniciens de recherche et de formation
Pour les articles homonymes, voir ITRF.
L’expression ingénieurs et techniciens de recherche et de formation, plus connue sous le sigle ITRF (ou l'acronyme ITARF jusqu'en 2002), désigne un ensemble de corps de la fonction publique française rattachés au ministère chargé de l'enseignement supérieur qui organise leur gestion. Ils exercent principalement dans le monde de l’enseignement supérieur et de la recherche publics, et sont aussi présents dans les services de l'Éducation nationale ou de la jeunesse. 
L'ensemble de ces corps est régi par le décret no 85-1534 du 31 décembre 1985. Ces corps comportaient initialement une filière technique et une filière administrative, mais en 2002 les filières administratives sont supprimées. Dès lors, le terme ITRF remplace officiellement le terme ITARF. Toutefois, ce sigle continue d'être largement employé, y compris sur des sites ou dans des documents officiels[réf. nécessaire]. 
Le recrutement des personnels ITRF se fait principalement par le biais de concours. 
Les personnels ITRF peuvent exercer à l'administration centrale des ministères chargés de l'éducation nationale, de l'enseignement supérieur, de la recherche, de la jeunesse et de la vie associative, dans leurs services déconcentrés (rectorats, directions des services départementaux de l'Éducation nationale [DSDEN]), dans les établissements publics à caractère scientifique, culturel et professionnel (EPSCP) — c'est-à-dire les universités et grands établissements — dans les établissements publics à caractère scientifique et technologique (EPST) — comme le CNRS —  dans les établissements publics locaux d'enseignement ou dans d'autres services et établissements de recherche, fondations, etc.

## Histoire
Ces corps sont institués par le décret no 85-1534 du 31 décembre 1985, principalement dans le but de grouper le personnel d'appui à la recherche et l'enseignement supérieur, notamment dans les établissements publics à caractère scientifique, culturel et professionnels réformés par la loi Savary de 1984. Ce personnel pouvait aussi servir dans les établissements publics à caractère scientifique et technologiques créés par la loi no 82-610 du 15 juillet 1982 d’orientation et de programmation pour la recherche et le développement technologique.
Ce décret constitutif parle des ingénieurs et personnels techniques et administratifs de recherche et de formation, d'où le sigle ITARF (qui se décline aussi sous une forme simplifiée ingénieurs, techniciens et administratifs de recherche et de formation). Ils sont alors divisés en deux groupes : le groupe des ingénieurs et personnels techniques et le groupe des personnels administratifs. L'ensemble comporte 13 corps répartis dans les quatre catégories hiérarchiques existant alors :
| Catégories | Ingénieurs et personnels techniques (titre II)                    | Personnels administratifs (titre III)              |
| ---------- | ----------------------------------------------------------------- | -------------------------------------------------- |
| A          | Ingénieurs de recherche Ingénieurs d'études Assistants ingénieurs | Chargés d'administration Attachés d'administration |
| B          | Techniciens                                                       | Secrétaires d'administration                       |
| C          | Adjoints techniques Agents techniques                             | Adjoints administratifs Agents d'administration    |
| D          | Aides techniques                                                  | Agents de bureau                                   |

La structure de ce groupe de corps est modifiée à plusieurs reprises, d'abord pour tenir compte de la suppression de la catégorie D au profit de la catégorie C. 
Une réforme importante intervient en 2002 avec la suppression de la filière administrative parmi les ITARF. À cette date, les corps du personnel administratif sont soit fusionnés avec ceux du personnel technique, soit fusionnés avec les corps de l'administration scolaire et universitaire (ASU), soit mis en extinction pour ce qui concerne les attachés d'administration,. 
Avec l'« acte II de la décentralisation » en 2003-2004, les personnels de laboratoire des lycées et collèges, qui appartenaient à la filière ouvrière de l'Éducation nationale mais qui ne sont pas transférés aux régions et départements sont versés dans les corps ITRF correspondants.

## Corps d'appartenance
Les ITRF sont répartis en différents corps :
- Catégorie A
  - Ingénieurs de recherche (IGR ou IR)
  - Ingénieurs d’études (IGE ou IE)
  - Assistants-ingénieurs (ASI)
- Catégorie B
  - Techniciens (TCH)
- Catégorie C
  - Adjoints techniques (ADJ ou ADT)

## Branches d'activité professionnelle
Les ITRF sont répartis en huit branches d'activité professionnelle (BAP) :
- BAP A : sciences du vivant (biologiste)
- BAP B : sciences chimiques, sciences des matériaux
- BAP C : sciences de l'ingénieur et instrumentation scientifique (laboratoires)
- BAP D : sciences humaines et sociales
- BAP E : informatique, statistique et calcul scientifique
- BAP F : information : documentation, culture, communication, édition, technologies de l'information et de la communication pour l'éducation (TICE)
- BAP G : patrimoine, logistique, prévention et restauration
- BAP J : gestion et pilotage (administration)